# Persone di nome Cyril
| Questa pagina contiene informazioni ricavate automaticamente dalle voci biografiche con l'ausilio del template Bio e di un bot. L'aggiornamento è periodico e automatico e ricostruisce completamente la pagina. Se manca una persona in questa lista, sei pregato di non aggiungerla, ma accertati piuttosto che la sua voce biografica contenga il template Bio e che i dati anagrafici siano correttamente compilati. Se il template Bio manca, inseriscilo tu stesso o, in alternativa, metti l'avviso {{tmp\|Bio}} che ne segnala la mancanza. Se i dati riportati sono sbagliati, correggi direttamente la voce biografica; le modifiche saranno visibili in questa lista entro pochi giorni. Per chiarimenti vedi il progetto antroponimi. La lista contiene solo le 95 persone che sono citate nell'enciclopedia e per le quali è stato implementato correttamente il template Bio. Pagina aggiornata al 16 ott 2024. |

Questa è una lista di persone presenti nell'enciclopedia che hanno il prenome Cyril, suddivise per attività principale.

## Allenatori di calcio(2)
- Cyril Kali, allenatore di calcio e ex calciatore francese (Besançon, n. 1984)
- Cyril Serredszum, allenatore di calcio e ex calciatore francese (Metz, n. 1971)

## Allenatori di sci alpino(2)
- Cyril Nocenti, allenatore di sci alpino e ex sciatore alpino francese (Sallanches, n. 1982)
- Cyril Vieux, allenatore di sci alpino e ex sciatore alpino francese (n. 1983)

## Arcivescovi cattolici(2)
- Cyril Baselios Malancharuvil, arcivescovo cattolico indiano (Pandalam, n. 1935 - Trivandrum, † 2007)
- Cyril Vasiľ, arcivescovo cattolico slovacco (Košice, n. 1965)

## Astronomi(2)
- Cyril Cavadore, astronomo francese (n. 1969)
- Cyril V. Jackson, astronomo sudafricano (Ossett, n. 1903 - † 1988)

## Attori(12)
- Cyril Cusack, attore irlandese (Durban, n. 1910 - Londra, † 1993)
- Cyril Delevanti, attore britannico (Londra, n. 1889 - Hollywood, † 1975)
- Cyril Gardner, attore, montatore e regista francese (Parigi, n. 1898 - † 1942)
- Cyril Hanouna, attore, comico e conduttore televisivo francese (Parigi, n. 1974)
- Cyril Maude, attore e direttore teatrale inglese (Londra, n. 1862 - Torquay, † 1951)
- Clifford McLaglen, attore britannico (Stepney, n. 1892 - Huddersfield, † 1978)
- Cyril McLaglen, attore britannico (Londra, n. 1899 - Perris, † 1987)
- Cyril Dorand Nzeugang Domche, attore camerunese (n. 1991)
- Cyril Raffaelli, attore, stuntman e artista marziale francese (Parigi, n. 1974)
- Cyril Ritchard, attore e regista teatrale australiano (Sydney, n. 1897 - Chicago, † 1977)
- Cyril Scott, attore irlandese (Banbridge, n. 1866 - Flushing, † 1945)
- Cyril Smith, attore scozzese (Peterhead, n. 1892 - Londra, † 1963)

## Bizantinisti(1)
- Cyril Mango, bizantinista e archeologo britannico (Istanbul, n. 1928 - Oxford, † 2021)

## Calciatori(15)
- Cyril Chapuis, ex calciatore francese (Lione, n. 1979)
- Sammy Chung, calciatore e allenatore di calcio inglese (Abingdon-on-Thames, n. 1932 - Shropshire, † 2022)
- Cyril Domoraud, ex calciatore ivoriano (Lakota, n. 1971)
- Cyril Errington, calciatore nicaraguense (n. 1992)
- Cyril Hennion, calciatore francese (Nizza, n. 1992)
- Cyril Jeunechamp, ex calciatore francese (Nîmes, n. 1975)
- Cyril Knowles, calciatore e allenatore di calcio inglese (Fitzwilliam, n. 1944 - Middlesbrough, † 1991)
- Cyril Mandouki, calciatore francese (Parigi, n. 1991)
- Cyril Muta, calciatore papuano (Morobe, n. 1987)
- Cyril Ngonge, calciatore belga (Uccle, n. 2000)
- Cyril Nzama, ex calciatore sudafricano (Soweto, n. 1974)
- Cyril Revillet, ex calciatore francese (Aubagne, n. 1974)
- Cyril Rool, ex calciatore francese (Pertuis, n. 1975)
- Cyril Théréau, ex calciatore francese (Privas, n. 1983)
- Cyril Yapi, ex calciatore francese (Lorient, n. 1980)

## Canottieri(1)
- Cyril Stiles, canottiere neozelandese (n. 1904 - † 1985)

## Cantanti(2)
- Cyril Davies, cantante e armonicista inglese (Willowbank, n. 1932 - Londra, † 1964)
- K.Maro, cantante e rapper libanese (Beirut, n. 1980)

## Cestisti(3)
- Cyril Akpomedah, ex cestista francese (Enghien-les-Bains, n. 1979)
- Cyril Julian, ex cestista francese (Castres, n. 1974)
- Cyril Langevine, cestista guyanese (n. 1998)

## Chimici(2)
- Cyril Norman Hinshelwood, chimico britannico (Londra, n. 1897 - Londra, † 1967)
- Cyril Ponnamperuma, chimico singalese (Galle, n. 1923 - College Park, † 1994)

## Ciclisti su strada(5)
- Cyril Barthe, ciclista su strada francese (Sauveterre-de-Béarn, n. 1996)
- Cyril Gautier, ex ciclista su strada francese (Plouagat, n. 1987)
- Cyril Lemoine, ex ciclista su strada francese (Tours, n. 1983)
- Cyril Saugrain, ex ciclista su strada francese (Livry-Gargan, n. 1973)
- Ian Scott, ciclista su strada britannico (n. 1915 - † 1980)

## Compositori(2)
- Cyril J. Mockridge, compositore britannico (Londra, n. 1896 - Honolulu, † 1979)
- Cyril Rootham, compositore, direttore d'orchestra e organista inglese (Bristol, n. 1875 - Cambridge, † 1938)

## Compositori di scacchi(1)
- Cyril Stanley Kipping, compositore di scacchi britannico (Londra, n. 1891 - Walsall, † 1964)

## Critici letterari(1)
- Cyril Connolly, critico letterario e scrittore britannico (Coventry, n. 1903 - Londra, † 1974)

## Danzatori(1)
- Cyril Atanassoff, ballerino francese (Puteaux, n. 1941)

## Dirigenti sportivi(1)
- Cyril Dessel, dirigente sportivo e ex ciclista su strada francese (Rive-de-Gier, n. 1974)

## Disegnatori(1)
- Cyril Pedrosa, disegnatore e fumettista francese (Poitiers, n. 1972)

## Egittologi(1)
- Cyril Aldred, egittologo britannico (Londra, n. 1914 - Edimburgo, † 1991)

## Fondisti(1)
- Cyril Fähndrich, fondista svizzero (n. 1999)

## Generali(2)
- Cyril Deverell, generale britannico (St Peter Port, n. 1874 - Lymington, † 1947)
- Brudenell White, generale australiano (St Arnaud, n. 1876 - Canberra, † 1940)

## Ginnasti(1)
- Cyril Tommasone, ginnasta francese (Villeurbanne, n. 1987)

## Giocatori di football americano(1)
- Cyril Richardson, ex giocatore di football americano statunitense (New Orleans, n. 1990)

## Giornalisti(1)
- Arthur Pearson, giornalista e editore britannico (Wookey, n. 1866 - Londra, † 1921)

## Hockeisti su ghiaccio(3)
- Cy Denneny, hockeista su ghiaccio canadese (Farran's Point, n. 1891 - Ottawa, † 1970)
- Sig Slater, hockeista su ghiaccio canadese (Montréal, n. 1897 - Montréal, † 1969)
- Cy Weidenborner, hockeista su ghiaccio statunitense (Saint Paul, n. 1895 - Beltrami, † 1983)

## Hockeisti su prato(1)
- Cyril Wilkinson, hockeista su prato britannico (n. 1884 - † 1970)

## Ingegneri(1)
- Cyril Abiteboul, ingegnere e dirigente d'azienda francese (Parigi, n. 1977)

## Kickboxer(1)
- Cyril Abidi, kickboxer e artista marziale misto francese (Marsiglia, n. 1976)

## Mezzofondisti(1)
- Cyril Porter, mezzofondista britannico (Bridstow, n. 1890 - † 1964)

## Piloti motociclistici(5)
- Cyril Carrillo, pilota motociclistico francese (Marsiglia, n. 1990)
- Cyril Despres, pilota motociclistico e pilota di rally francese (Fontainebleau, n. 1974)
- Jack Findlay, pilota motociclistico australiano (Shepparton, n. 1935 - Mandelieu-la-Napoule, † 2007)
- Cyril Neveu, pilota motociclistico francese (Orléans, n. 1956)
- Cyril Smith, pilota motociclistico britannico (Birmingham, n. 1919 - Keswick, † 1962)

## Pistard(1)
- Albert Alden, pistard britannico (Bermondsey, n. 1887 - Shipdham, † 1965)

## Politici(4)
- Errol Charles, politico santaluciano (Castries, n. 1942)
- Cyril Genik, politico ucraino (Bereziv Nyžnij, n. 1857 - Winnipeg, † 1925)
- Cyril Kirkpatrick, politico e ingegnere inglese (Londra, n. 1872 - † 1957)
- Cyril Radcliffe, politico britannico (Llanychan, n. 1899 - Hampton Lucy, † 1977)

## Registi(1)
- Cy Endfield, regista e sceneggiatore statunitense (Scranton, n. 1914 - Shipston-on-Stour, † 1995)

## Rugbisti a 15(1)
- Cyril Baille, rugbista a 15 francese (Pau, n. 1993)

## Scrittori(3)
- Cyril Collard, scrittore, regista e attore francese (Parigi, n. 1957 - Versailles, † 1993)
- Cyril Hare, scrittore inglese (Mickleham, n. 1900 - Mickleham, † 1958)
- Cyril Wong, scrittore singaporiano (Singapore, n. 1977)

## Scrittori di fantascienza(1)
- Cyril M. Kornbluth, autore di fantascienza statunitense (New York, n. 1923 - Levittown, † 1958)

## Storici(3)
- Cyril Lionel Robert James, storico, scrittore e politico trinidadiano (Port of Spain, n. 1901 - Londra, † 1989)
- Cyril Northcote Parkinson, storico britannico (Barnard Castle, n. 1909 - Canterbury, † 1993)
- Cyril Leo Toumanoff, storico e genealogista russo (San Pietroburgo, n. 1913 - Roma, † 1997)

## Tennisti(2)
- Cyril Saulnier, ex tennista francese (Tolone, n. 1975)
- Cyril Suk, ex tennista ceco (Praga, n. 1967)

## Tiratori a segno(1)
- Cyril Mackworth-Praed, tiratore a segno britannico (Dorking, n. 1891 - Ringwood, † 1974)

## Velocisti(2)
- Cyril Gill, velocista britannico (Londra, n. 1902 - Gorey, † 1989)
- Cyril Seedhouse, velocista britannico (n. 1882 - † 1966)

## Senza attività specificata(1)
- Cyril Holland,  britannico (Chelsea, n. 1885 - Neuve-Chapelle, † 1915)